# Petrocaribe

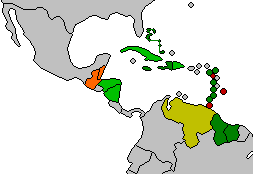
Venezuela
Países miembros de Petrocaribe y CARICOM
Miembros de Petrocaribe que no participan de CARICOM
Miembros retirados de Petrocaribe
Miembros del CARICOM que no participan de Petrocaribe

Petrocaribe fue una alianza en materia petrolera entre algunos países del Caribe con Venezuela. La iniciativa por parte del Gobierno de Venezuela lleva como objetivo una alianza que consiste en que los países caribeños compren el petróleo venezolano en condiciones de pago preferencial. Esta alianza fue lanzada en junio de 2005 por Hugo Chávez. El acuerdo permite que las naciones del Caribe compren hasta 185.000 barriles de petróleo por día. Desde el inicio de este acuerdo energético, Venezuela ha financiado la construcción de refinerías, patios de tanque, oleoductos y plantas hidroeléctricas en algunos países miembros como Cuba y Nicaragua.Desde 2019 Petrocaribe está suspendido, debido a la baja de producción petrolera de Venezuela.

## Creación
La organización fue fundada el 29 de junio de 2005, en la ciudad de Puerto La Cruz en el Primer Encuentro Energético de Jefes de Estado y de Gobierno del Caribe sobre Petrocaribe, y quedando suscrito por 14 países el «Acuerdo de Cooperación Energética».

### Objetivos
El acuerdo de Petrocaribe está basado en la eliminación de todos los intermediarios para solo intervenir las entidades dirigidas por los gobiernos.
Se busca la transformación de las sociedades latinoamericanas y caribeñas, haciéndolas más justas, cultas, participativas y solidarias. La idea se concibe con la finalidad de crear un proceso integral que promueva la eliminación de las desigualdades sociales, fomenta la calidad de vida y una participación efectiva de los pueblos.
Esta organización coordinará y articulará las políticas de energía, que no solo incluye petróleo sino también sus derivados; gas, electricidad, cooperación tecnológica y capacitación, desarrollo de infraestructura energética, y el aprovechamiento de fuentes alternas, tales como la energía eólica y solar.
Petrocaribe persigue la conformación de un bloque regional, para lo que asume a la energía como Elemento Unificador, en un contexto en el que la transición hacia fuentes energéticas de más alto costo, atenta contra la seguridad de los países más vulnerables. Mediante un Mecanismo de Financiamiento de hidrocarburos, centros de operación subregional, el polo de refinación del Caribe, el desarrollo complementario de fuentes energéticas no convencionales, y en general, toda la infraestructura supranacional que se desarrolle para el intercambio energético, permite la conexión de los sistemas energéticos de los países miembros. Así, Petrocaribe logra contribuir con la Seguridad Energética de la región y emprende el proceso de integración. Los países pueden aprovechar los ahorros generados por el comercio directo, sin intermediarios, y el financiamiento de los hidrocarburos para fortalecer sus procesos productivos, al tiempo que honran sus compromisos de pago del monto financiado a largo plazo, tanto con divisas como con bienes y servicios, mediante el Mecanismo de Compensación. Así, los demás sectores económicos se conectan entre sí. "A largo plazo, se debe pasar de una región fragmentada en pequeños países, a un nuevo espacio económico caribeño, un bloque regional"

### Forma de pagos
Se propuso una escala de financiamiento en las facturas petroleras, donde se toma como referencia el precio del crudo. Se extenderá un período de gracia para el financiamiento a largo plazo de uno a dos años y se prevé el pago del 60% de factura al momento y la diferencia el 40% pagadero a plazos con una extensión del período de pago de 17 a 25 años, reduciendo el interés al 1%, si el precio del petróleo supera los 40 dólares por barril. utilizados en el país. De este modo, Cuba paga parte de su factura con servicios médicos, de educación y deporte. Nicaragua compensa parte de sus facturas a Venezuela suministrándole carne y leche, con República Dominicana se ha negociado el envío de jarabe de glucosa y habichuelas negras caraotas. Pero cuando el barril llegara acostar 15 dólares por barril, Venezuela solo financiaría el 5% de la factura. Esto no es únicamente por estos motivos sino también, por propósitos políticos que permiten que el gobierno venezolano ampliar su política de integración. La tarea de importación y distribución ha sido facilitada por la Corporación Venezolana Agraria

## Países integrantes
El acuerdo de integración fue firmado el 7 de septiembre de 2005 y sus integrantes eran: Venezuela, Cuba, Antigua y Barbuda, las Bahamas, Belice, Dominica, Granada, Honduras (suspendida), Jamaica, Surinam, Santa Lucía, Guatemala, El Salvador, San Cristóbal y Nieves y San Vicente y las Granadinas.
Los únicos países en no firmar fueron Barbados y Trinidad y Tobago. Por otra parte Haití no fue invitado a las negociaciones, puesto que el Gobierno de Venezuela no reconoció su gobierno para ese entonces. Haití finalmente se unió al acuerdo, una vez que el presidente elegido René Préval tomara el palacio en Puerto Príncipe, fue en la III Cumbre Petrocaribe (agosto de 2007) donde también entró a formar parte Nicaragua, siendo en la actualidad 16 miembros.
Es comprensible que Trinidad y Tobago no firmara el acuerdo por ser un productor de petróleo.
Algunos críticos han preguntado sobre Barbados especulando que ha sucumbido a la presión de los Estados Unidos, debido a su relación tensa con Venezuela. Barbados por su parte ha negado que esta sea la razón, y no han descartado la posibilidad de convenir Petrocaribe en el futuro. Barbados ha hecho alusión desde entonces que Petrocaribe agregaría una cantidad considerable de deuda a la economía de su país.

## Solicitudes de ingreso y observadores
En septiembre de 2012, y por las continuas alzas de los precios del combustible en El Salvador, el país toma la decisión de solicitar su ingreso al Grupo de Petrocaribe. Se espera con ello conseguir mejores precios más bajos para dinamizar la economía nacional salvadoreña.
Actualmente Petrocaribe está formado por Venezuela, Cuba, República Dominicana, Nicaragua, Antigua y Barbuda, Bahamas, Dominica, Granada, Guyana, Jamaica, Surinam, Santa Lucía, San Cristóbal y Nieves, San Vicente y las Granadinas, Honduras y Haití, también participa como observador Bolivia.

## Retiros
Guatemala en el 2013 se retiró del grupo después de que los términos se volvieran menos favorables.
El 17 de septiembre de 2017 Belice suspendió su participación dentro de Petrocaribe por problemas por parte de PDVSA para mantener el suministro continúo de petróleo.